# Мынцзинь
Мынцзи́нь, также Мэнцзинь (кит. упр. 孟津, пиньинь Mèngjīn) — уезд городского округа Лоян провинции Хэнань (КНР).

## Название
О происхождении названия уезда существует две версии. Первая гласит, что он обязан своим название  переправе войск У-вана через Хуанхэ к союзникам — удельным китайским князьям, выступавшим за свержение деспота Чжоу Синя из династии Шан — и победившего того в битве при Муе в XI веке до н.э.; согласно этой версии историческим названием было 盟津 («Союзная переправа»), а современное омонимичное название 孟津 («Начало переправы») эти места получили при чжурчжэньской империи Цзинь, так как именно здесь чжурчжэни переправились через Хуанхэ на юг. Другая версия утверждает, что название происходит от того, что при династии Шан в этих местах у переправы находился удел Мэн Ту (孟涂).

## История
Когда при империи Цинь была создана первая в истории Китая централизованная империя, то в этих местах были созданы уезды Дечэн (谍城县) и Пинъинь (平阴县). При империи Западная Хань к ним добавился уезд Пинсянь (平县). Во времена диктатуры Ван Мана уезд Пинсянь был переименован в Чжипин (治平县), но при империи Восточная Хань ему было возвращено прежнее название. В эпоху Троецарствия эти места оказались в составе царства Вэй, и три уезда были объединены в уезд Хэинь (河阴县). При империи Суй уезд Хэинь был присоединён к уезду Лоян (洛阳县). При империи Тан в 619 году был в этих местах был создан уезд Дацзи (大基县), но в 625 году он был расформирован. В 673 году уезд Дацзи был создан вновь, а в 712 году он был переименован в Хэцин (河清县). После того, как эти места были захвачены чжурчжэнями и вошли в состав империи Цзинь, уезд Хэцин был в 1140 году переименован в Мэнцзинь.
В 1949 году был образован Специальный район Лоян (洛阳专区), и уезд вошёл в его состав. В 1969 году Специальный район Лоян был переименован в Округ Лоян (洛阳地区). В 1971 году уезд был переведён в подчинение властям города Лоян, но в 1976 году был вновь переподчинён властям округа Лоян. В 1983 году уезд был окончательно подчинён властям города Лоян.

## Административное деление
Уезд делится на 10 посёлков.

## Экономика
Посёлок Хуэймэн является крупным центром выращивания груш.

## Достопримечательности
Мэнцзинь по преданию — место явления Лунма. Легендарному животному и Фу Си, интерпретировавшему знаки на его спине, посвящён храм «Подношения схемы» (Лунма) Фу ту сы 龙马负图寺.